# Goerodella tesarum
Goerodella tesarum är en nattsländeart som beskrevs av Martin E. Mosely 1949. Goerodella tesarum ingår i släktet Goerodella och familjen kantrörsnattsländor. Inga underarter finns listade i Catalogue of Life.